# Kamenka (Angara)
La Kamenka (en russe : Каменка) est une rivière de Russie qui coule en Sibérie dans le krai de Krasnoïarsk. C'est un affluent de l'Angara en rive droite, donc un sous-affluent de l'Ienisseï.

## Géographie
Le bassin de la Kamenka a une superficie de 11 400 km2 (surface de taille plus ou moins équivalente à celle de la région française d'Île-de-France).
Sa longueur est de 313 kilomètres.
Son débit moyen à la confluence est de 74,3 m3/s.  
La Kamenka naît sur le vaste plateau de Sibérie centrale, dans les hauteurs situées au nord du cours de l'Angara, dans la partie centrale du krai de Krasnoïarsk, entre les bassins du Bolchoï Pit à l'ouest et de la Toungouska pierreuse à l'est. La rivière coule d'une manière générale en direction du sud dans une région de moyenne montagne couverte de forêts et très peu peuplée. Son parcours est très sinueux et comporte de nombreux méandres.
Après un parcours de 313 kilomètres, la Kamenka finit par se jeter dans l'Angara en rive droite, une centaine de kilomètres en aval de Bogoutchany.
La Kamenka est habituellement prise par les glaces depuis la deuxième quinzaine d'octobre ou la première quinzaine de novembre, jusqu'à la fin du mois d'avril ou au début du mois de mai.

## Hydrométrie - Les débits à Kamenka
Le débit de la Kamenka a été observé pendant 10 ans (durant la période 1976-1985) à Kamenka, localité située au niveau de son confluent avec l'Angara. 
Le débit inter annuel moyen ou module observé à Kamenka durant cette période était de 74,3 m3/s pour une surface prise en compte de 11 400 km2, soit la totalité du bassin versant de la rivière.
La lame d'eau écoulée dans ce bassin atteint ainsi le chiffre de 206 millimètres par an, ce qui peut être considéré comme assez élevé, du moins dans le contexte de la Sibérie, caractérisée par un écoulement assez modéré. 
Rivière alimentée en grande partie par la fonte des neiges, mais aussi par les pluies de l'été, la Kamenka est un cours d'eau de régime nivo-pluvial. 
La Kamenka présente des fluctuations saisonnières de débit élevées. Les crues se déroulent au printemps, en mai et en juin (avec un maximum en mai) et résultent de la fonte des neiges. En juillet, le débit s'effondre puis se stabilise pour se maintenir à un niveau assez consistant tout au long du reste de l'été et au début de l'automne, sous l'effet des précipitations sous forme de pluie. En novembre survient une nouvelle chute de débit, ce qui mène à la période des basses eaux. Celles-ci sont liées à l'hiver russe et à ses importantes gelées ; la rivière atteint alors son minimum, ou étiage, période allant de novembre à avril inclus. 
Le débit moyen mensuel observé en janvier (minimum d'étiage) est de 9,50 m3/s, soit environ 2 % du débit moyen du mois de mai (376 m3/s), ce qui souligne l'amplitude extrêmement importante des variations saisonnières. Sur la durée d'observation de 10 ans, le débit mensuel minimal a été de 2,69 m3/s (mars 1985), tandis que le débit mensuel maximal s'élevait à 479 m3/s en mai 1978.
En ce qui concerne la période estivale, libre de glaces (de mai à septembre inclus), le débit mensuel minimum observé a été de 17,8 m3/s en septembre 1984, ce qui restait encore assez confortable.